# Faecula cristata
Faecula cristata is een keversoort uit de familie somberkevers (Zopheridae). De wetenschappelijke naam van de soort werd in 1997 gepubliceerd door Stanislaw Adam Ślipiński & Lawrence.